# HD 36905
HD 36905，又名BD+85 80，SAO 914、HR 1885，是一颗恒星，视星等为6.11，位于銀經128.17，銀緯25.99，其B1900.0坐标为赤經5h 29m 54.5s，赤緯+85° 25.99′ 50″。